# Rabbe Grönblom
Rabbe Anders Grönblom, född 3 maj 1950 i Helsingfors, död 29 juni 2015, var en finlandssvensk finansman från Österbotten i Finland. Grönblom inledde sin affärsverksamhet med en pizzeria i Vasa 1976. Senare grundade han Kotipizza, Finlands största pizzakedja. Därutöver stod han bakom bland annat färjerederiet RG Line som trafikerade linjen Umeå–Vasa och lågprishotellkedjan Omenahotelli.
I maj 2005 tilldelades Grönblom hederstiteln kommerseråd av dåvarande president Tarja Halonen.